# Chromis delta
Chromis delta Randall, 1988 è un pesce osseo appartenente alla famiglia Pomacentridae e alla sottofamiglia Chrominae.

## Distribuzione e habitat
La specie  ha un areale che comprende le zone tropicali dell'Oceano Indiano centro orientale (Maldive e Isola di Natale) fino all'Oceano Pacifico occidentale (a nord fino alle Filippine e a Taiwan, a sud raggiunge Vanuatu). Segnalato nelle isole Tonga. 
Il suo habitat è la parte profonda delle barriere coralline, a profondità inusualmente alte per un Chromis, in zone con abbondante presenza di coralli. Vive a profondità fra 10 e 80 metri, di solito non sopra i 25 metri.

## Descrizione
L'aspetto è quello tipico del genere Chromis. La colorazione è nerastra o grigio antracite nella parte anteriore del corpo con peduncolo caudale e pinna caudale biancastri. La parte posteriore a raggi molli delle pinne dorsale e anale ha un bordo nero e una macchia nera è presente alla base delle pinne pettorali. Nella parte posteriore bassa delle pinne dorsale e anale può essere presente in alcuni individui un brevissimo e sottile bordo bianco.
Raggiunge i 7 cm di lunghezza.

## Biologia

### Comportamento
È un animale diurno. Vive solitario o in piccoli gruppi. Non frequenta le acque aperte come la maggioranza dei Chromis ma staziona nei pressi delle formazioni coralline senza allontanarsi troppo dai rifugi come grotte o cavità più piccole.

### Alimentazione
Si nutre di zooplancton.

### Riproduzione
È una specie ovipara, le uova aderiscono al fondale e vengono sorvegliate dal maschio.

## Conservazione
La lista rossa IUCN classifica questa specie come "a rischio minimo" dato che le popolazioni non mostrano segni di contrazione, che non è oggetto di pesca commerciale né per consumo né per il mercato acquariofilo e che il suo habitat nelle scogliere profonde lo tiene al riparo dalla degradazione dell'ambiente corallino superficiale.